# Косовафилм
Косовафилм је било предузеће за производњу, дистрибуцију и пројекцију филмова из Приштине. Основано је 20. фебруара 1969. године, док је први генерални директор био Абдурахман Шаља. Највећи успех остварује под руководством Азема Шкрелија.
Произвео је кратке, документарне, анимиране и касније дугометражне игране филмове. Године 1969. направљена је прва копродукција са Филмским новостима, након чега је започела сарадњу са још неколико великих балканских филмских продукцијских кућа.
Године 1971. основано је одељење за дистрибуцију. Дистрибуирао је филмове са ексклузивним правима приказивања за СФР Југославију и балканске земље. Дистрибуирано је преко 200 играних филмова стране продукције.
Седиште у Приштини завршено је 1987. године, а служило је филмској заједници само накратко пре него га је Милошевићев режим затворио. Од 1999. је војна база КФОР-а и затворено је за филмске професионалце и посетиоце.

## Произведени филмови
| Година | Назив             |
| ------ | ----------------- |
| 1968.  | Вук са Проклетија |
| 1970.  | Реквијем          |
| 1970.  | Прва љубав        |
| 1971.  | Моја луда глава   |
| 1972.  | Како умрети       |
| 1973.  | Бомбаши           |
| 1974.  | Дервиш и смрт     |
| 1974.  | Црвени удар       |
| 1976.  | Врхови Зеленгоре  |
| 1979.  | Кад пролеће касни |
| 1980.  | Бели трагови      |
| 1982.  | Зец са пет ногу   |
| 1983.  | Набујала река     |
| 1984.  | Прока             |
| 1984.  | Човек од соли     |
| 1986.  | Излет             |
| 2005.  | Кукуми            |